# Bundestag (Österreich)

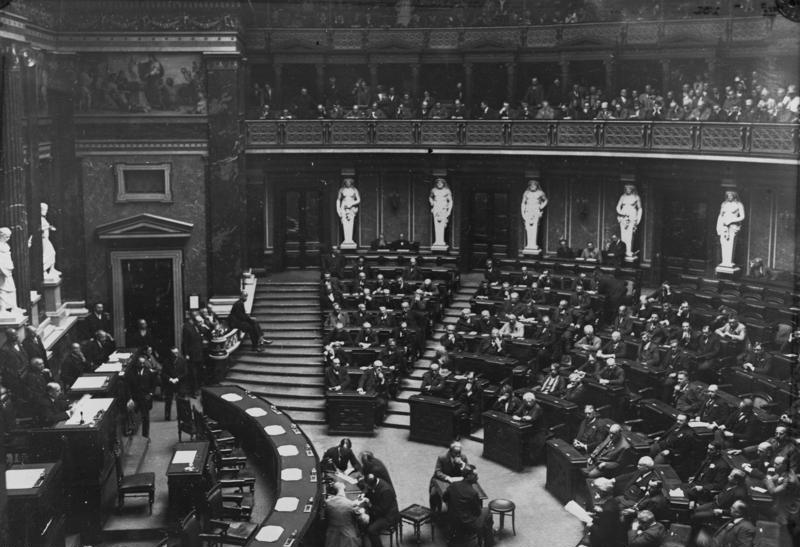
Der Sitzungssaal des Bundestages im Parlamentsgebäude in Wien. In der Monarchie hatte hier das Herrenhaus des cisleithanischen Reichsrates, zwischen 1920 und 1933 dann der Nationalrat getagt. Im Zweiten Weltkrieg fiel der Saal einem Bombentreffer zum Opfer, wurde nach 1945 neu gestaltet und dient seither als Sitzungssaal des Nationalrats (Quelle: Bundesarchiv).

Der Bundestag war ein unter dem austrofaschistischen System des Ständestaates eingerichtetes Gesetzgebungsorgan in Österreich. Im autoritären System des Dollfuß-Regimes, das zuvor den Nationalrat und den Verfassungsgerichtshof ausgeschaltet hatte, diente der Bundestag praktisch ausschließlich zur formalen Bestätigung der Gesetzesvorlagen der Bundesregierung. Er wurde durch die oktroyierte Maiverfassung von 1934 eingerichtet und entsprach keinem Parlament im demokratischen Sinne. Sein Ende kam mit dem „Anschluss“ Österreichs an das Deutsche Reich am 12. März 1938.

## Zusammensetzung
Der Bundestag setzte sich aus Mitgliedern der ständisch beschickten, sogenannten „vorberatenden Organe“ zusammen, von denen der Staatsrat und der Bundeswirtschaftsrat jeweils 20 Abgeordnete, der Bundeskulturrat zehn und der Länderrat neun Abgeordnete entsandte. Die Vertreter des Länderrates im Bundestag wurden durch die Landeshauptmänner direkt bestimmt.

## Kompetenzen
Der autoritären Natur der neuen Verfassung entsprechend gestalteten sich die Kompetenzen des Bundestages in sehr engen Grenzen:
„Der Bundestag ist zuständig zur Beschlußfassung:
1. über Gesetzesvorlagen der Bundesregierung, betreffend Gesetze im materiellen Sinne;
2. über Gesetzesvorlagen der Bundesregierung, die betreffen:
a) den Bundesvoranschlag;
b) die Aufnahme oder Konvertierung von Bundesanleihen;
c) die Verfügung über Bundesvermögen;
3. über Vorlagen der Bundesregierung, betreffend gesetzändernde und solche Staatsverträge, die den Bund zur Erlassung von Gesetzen verpflichten.
4. über Vorlagen des Rechnungshofes, betreffend die Genehmigung des Bundesrechnungsabschlusses;
5. über Berichte des Rechnungshofes. (Art. 51)“
Formal war dem Bundestag die finale Entscheidung im Gesetzgebungsverfahren zugedacht, so hieß es in Art. 44 der Maiverfassung:
„Die Gesetzgebung des Bundes übt nach Vorberatung der Gesetzentwürfe durch den Staatsrat, den Bundeskulturrat, den Bundeswirtschaftsrat und den Länderrat (vorberatende Organe) der Bundestag (beschließendes Organ) aus.“
Die Möglichkeiten des Bundestages, in den Gesetzgebungsprozess einzugreifen, fielen jedoch äußerst beschränkt aus. So kam ihm im etwa kein Initiativrecht zu, denn dieses lag allein bei der Bundesregierung. Im Bundestag durften bei den meisten Vorschlägen (Art. 51 Abs. 1/3) auch keine oder nur eingeschränkt Abänderungsanträge eingebracht werden. In diesen Fällen war auch eine Verhandlung über die Materie nicht vorgesehen. Die autoritäre Verfassung bestimmte über die Behandlung von Gesetzesvorschlägen der Bundesregierung im Bundestag:
„Eine weitere Verhandlung findet nicht statt. Der Bundestag beschließt durch Abstimmung die unveränderte Annahme der Vorlage oder ihre Ablehnung.“ (Art. 62 Abs. 3 Satz 3f.)
Dem Bundestag blieb also meist nur die Möglichkeit, eine Gesetzesinitiative der Regierung anzunehmen oder zu verwerfen. Von der Möglichkeit einer Ablehnung machte der Bundestag jedoch nie Gebrauch, war er doch mit loyalen Vertretern der Einheitspartei der Vaterländischen Front besetzt. Im Falle einer Ablehnung durch den Bundestag hätte die Bundesregierung jedoch dessen Veto durch eine Volksabstimmung überwinden können. Der Regierung war es außerdem jederzeit möglich, den regulären Gesetzgebungsprozess mit Hilfe des Ermächtigungsgesetzes vom 30. April 1934 zu umgehen, was sie auch in den meisten Gesetzgebungsfällen tatsächlich tat.
Die Exekutive des Bundes war dem Bundestag gegenüber außerdem nur eingeschränkt verantwortlich. So konnte der Bundestag die Bundesregierung oder einzelner ihrer Mitglieder zwar wegen Rechtsverletzungen anklagen, eine politische Verantwortung der Regierung gegenüber der Gesetzgebung im Sinne einer Vertrauensmehrheit bestand jedoch nicht. Der Bundespräsident war in keinem Fall für sein Verhalten verantwortlich zu machen.

## Der Bundestag im austrofaschistischen System
Die eingeschränkte Rolle, die der Bundestag im politischen Gefüge des Ständestaates spielen sollte, resultierte aus der ablehnenden Haltung des Regimes und vor allem der paramilitärischen Heimwehren gegenüber dem Parlamentarismus. Die Heimwehren hatten am 18. Mai 1930 im Korneuburger Eid die Demokratie abgelehnt:
„Wir verwerfen den westlichen demokratischen Parlamentarismus und den Parteienstaat!“
In seiner Trabrennplatzrede am 11. September 1933 erklärte Bundeskanzler Engelbert Dollfuß das Parlament für gescheitert und forderte die Überwindung des Parteienstaats und der damit verbundenen Art der Volksvertretung. So wurde die autoritäre Bundesverfassung in bewusster Abkehr vom bisherigen repräsentativ-demokratischen System des Bundes-Verfassungsgesetzes gestaltet. Der Bundestag nutzte selbst seine bescheidenen Kontroll- und Zustimmungsrechte nicht und stellte so lediglich ein, für autoritäre Systeme typisches, Akklamationsinstrument der Regierungspolitik dar, das propagandistisch verwertet werden konnte.